# Sacacorchos

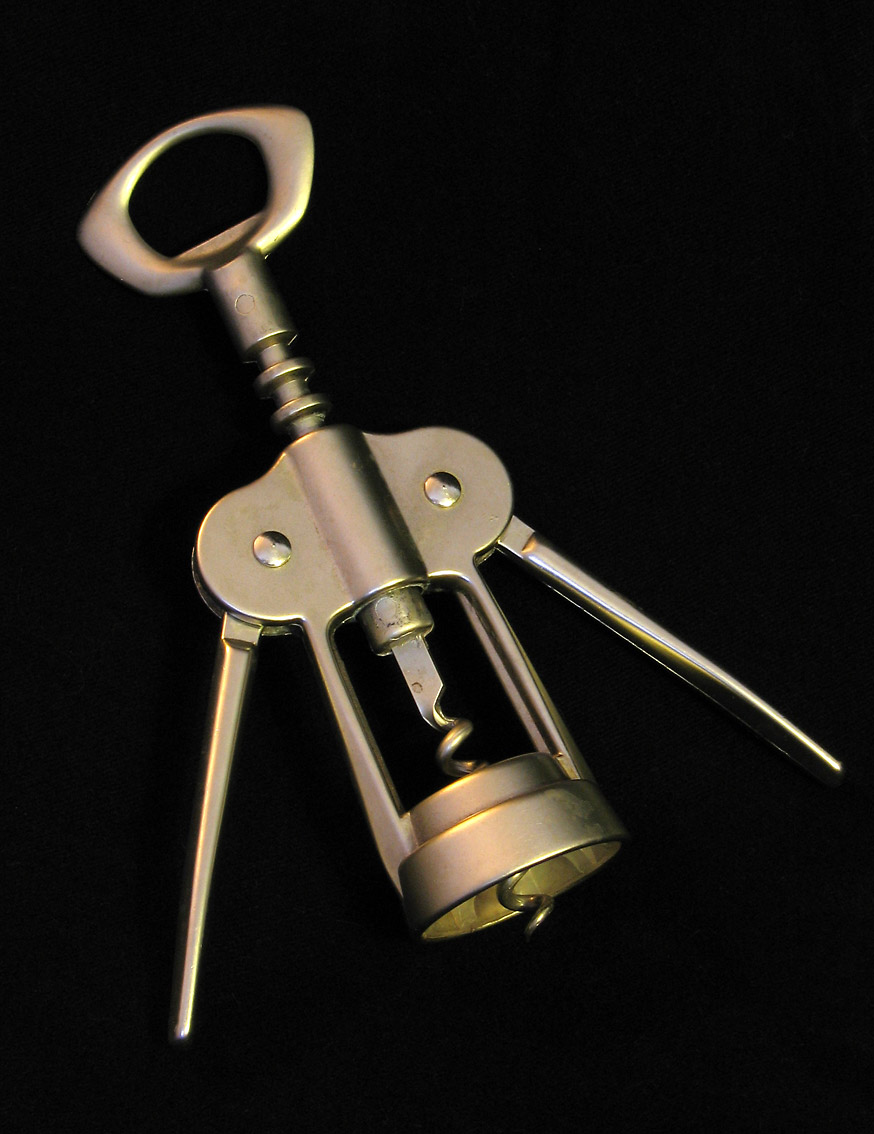
Sacacorchos de alas (metal)

Un sacacorchos, también denominado descorchador, es una herramienta compuesta, usualmente, por una hélice metálica con un mango o una palanca; se inventó para  extraer los tapones de corcho de los frascos y botellas de vino o jarabes embotellados. Los sacacorchos se fabrican con materiales tan diversos como plástico, metal o madera pero la espiral siempre es de acero.

## Tipos
Hay diferentes tipos de sacacorchos:
- De botella, el más habitual que a su vez adopta diferentes formas
  - Plegable, propio de hostelería ya que se puede llevar en el bolsillo.
  - De alas que se levantan al introducir la barrena facilitando así la extracción al hacer palanca. Es muy común en el ámbito doméstico.
- De pared, adosado a la pared y que se acciona por sistema de palanca.
- De láminas o lengüetas - consistente en dos láminas metálicas que se introducen en los laterales del cuello de la botella extrayendo de esta forma el corcho intacto. También permite reintroducir el tapón
- De palanca - Este tipo de sacacorchos[2]  utiliza una palanca para descorchar una botella de vino. Al bajar la palanca hace que la espiral perfore el corcho, acto seguido debe levantar la palanca para quitar el corcho de la botella
- De aire comprimido - se inyecta aire con una bomba atravesando el tapón con una aguja. La corriente de aire hace elevar el tapón, pero puede perjudicar la estructura del vino, por lo que es poco utilizado.

## Historia del sacacorchos

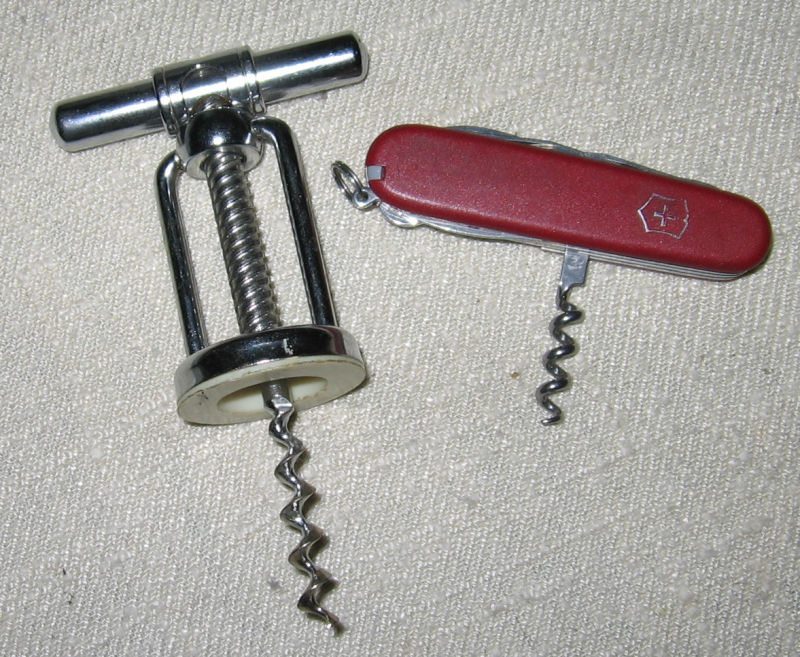
Dos sacacorchos.

La primera muestra del sacacorcho se remonta al siglo XVII en Inglaterra. Los primeros sacacorchos eran similares a la herramienta con la que se extraían las balas de los fusiles, según se describe en la primera patente, registrada por Samuel Henshall en 1795.
Cuando proliferó el hábito de utilizar un corcho para cerrar las botellas de vino, durante el siglo XVIII, también lo hizo el uso del utensilio. [cita requerida] En este tiempo aparece la botella cilíndrica, entonces el corcho queda a la medida de la botella para no derramar ningún líquido y así facilitar el almacenaje horizontal. esta forma de almacenaje propicia que se adhiera a la botella de manera que es por eso que se tuvo que ingeniar un utensilio capaz de extraer el tapón de éstas botellas. Aun cuando Samuel Henshall no es el inventor directo del sacacorchos, adhirió una rueda al diseño para que no se sumerja de más el sacacorcho y facilitar la extracción. Su patente tenía una forma de "T".
En el año 1802 es cuando Edward Thompson añade al diseño un "sombrero" metálico que envuelve la boca de la botella y después de que la espiral perfora el corcho lo hace ascender y salir. Durante el siglo XIX la herramienta fue evolucionando, generándose distintos modelos.
El sacacorchos de alas, con dos palancas y sus engranajes (que asemejan dos grandes ojos, lo cual le vale el sobrenombre de "el búho"), es un diseño de 1932 atribuido al industrial vasco David Olañeta, para su marca BOJ, que aún hoy los produce.